# Écologie intertidale

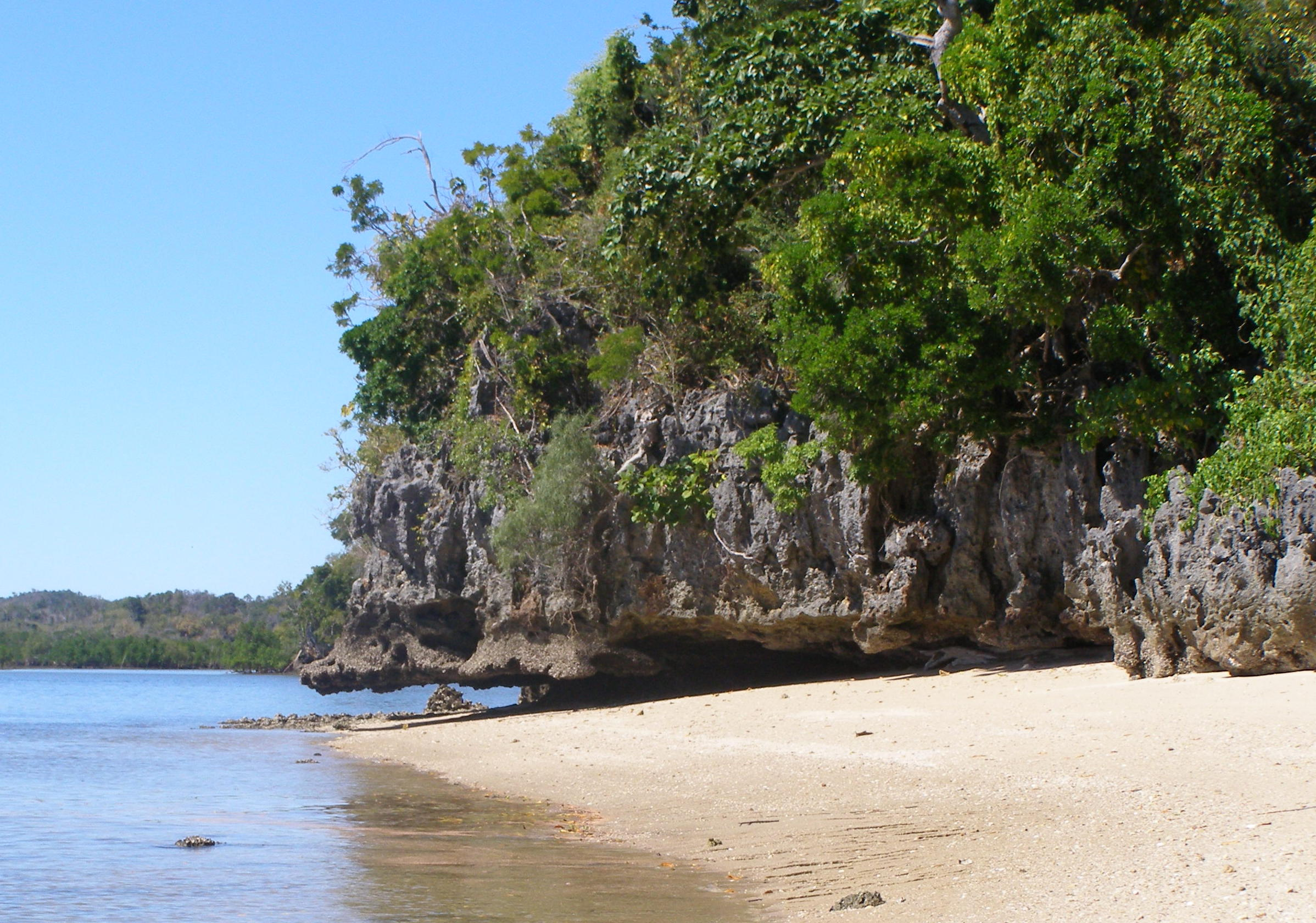
Forêt d'Anjajavy sur les rochers Tsingy avançant dans l'océan Indien.

L'écologie intertidale est l'étude des  écosystèmes des zones d'estran, où les organismes vivent entre les lignes haute et basse de la marée. À marée basse, la zone intertidale est exposée alors qu'à marée haute, elle est sous l'eau. Les  écologues  des zones intertidales étudient donc les interactions entre les organismes intertidaux et leur environnement, ainsi qu'entre les différentes espèces d'organismes intertidaux au sein d'une communauté intertidale particulière. Les interactions les plus importantes entre l'environnement et les espèces dépendent du type de communauté intertidale étudiée, la plus large des classifications étant basée sur les types de substrats - communautés des côtes rocheuses et des fonds meubles,.

## Types de communautés intertidales
Les habitats intertidaux peuvent être caractérisés d'après leur substrat, selon que celui-ci est dur ou meuble
Les communautés intertidales rocheuses se rencontrent sur des rivages rocheux, tels que les caps, les plages de galets ou les jetées artificielles. Leur degré d'exposition peut être calculé à l'aide de l'échelle de Ballantine,.
Les habitats de sédiments meubles comprennent les plages sableuses et les zones humides intertidales (par exemple, les vasières et les marais salés). Ces habitats diffèrent par le niveau de facteurs environnementaux  abiotiques, ou  non-vivants. Les rivages rocheux ont tendance à subir une plus forte action des vagues, ce qui nécessite des adaptations permettant aux organismes de s'accrocher fermement aux roches. Les habitats de fond meuble sont généralement protégés contre les grandes vagues, mais tendent à avoir des niveaux plus variables de salinité. Ils offrent également une troisième dimension, la profondeur,  de ce fait de nombreux organismes vivants dans les sédiments meubles sont adaptés à l'enfouissement,.